# Поллард, Чарльз Луис
Чарльз Луис Поллард (англ. Charles Louis Pollard, 1872—1945) — американский ботаник.

## Биография
Родился 29 марта 1872 года в Нью-Йорке. Учился в Колумбийском университете в Нью-Йорке, в 1893 году окончил его со степенью бакалавра, в 1894 году получил степень магистра.
До 1895 года Поллард работал ассистентом куратора в Ботаническом отделении Министерства сельского хозяйства США, затем стал куратором растений в Национальном музее США.
С 1897 по 1913 год Поллард работал в редакции журнала Plant World. С 1903 по 1906 год он работал в G. & C. Merriam Co., писал статья о ботанических терминах для различных словарей. С 1907 года работал главным куратором Статен-Айлендского музея в Нью-Йорке.
С 1937 года работал в Библиотеке Марты Кэнфилд в Арлингтоне (Вермонт).
Скончался в Арлингтоне 16 августа 1945 года.
Поллард принимал участие в написании фундаментальной монографии North American flora, провёл обработку семейства Каликантовые.

## Некоторые научные работы
- Pollard C. L. The families of flowering plants. — 1900—1902. — 253 p.

## Некоторые виды растений, названные в честь Ч. Полларда
- Opuntia pollardii Britton & Rose, 1908